# 維捷布斯克高地
維捷布斯克高地是白俄羅斯的高地，位於該國東北部，由斯摩棱斯克州負責管轄，長65公里、寬40公里，面積超過1,900平方公里，最高點海拔高度295米，該地區35%土地可用來耕作。